# 毫米波段氣球觀天計畫

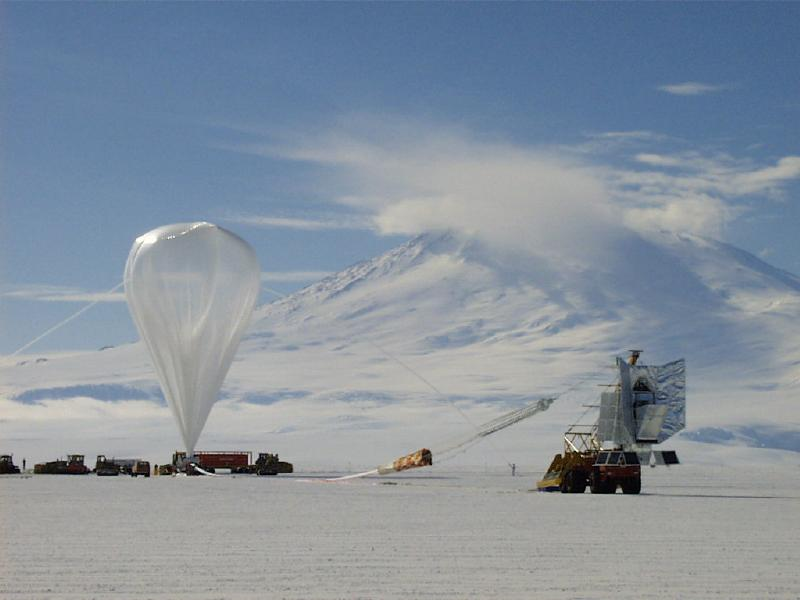
準備發射升空的望遠鏡。

毫米波段氣球觀天計畫 （BOOMERanG experiment，Balloon Observations Of Millimetric Extragalactic Radiation and Geophysics），又名回力镖計畫，是三次以高空氣球在次軌道飛行測量部分天區宇宙微波背景輻射的實驗。這是首度以巨大的、高傳真放大影像觀測宇宙微波背景溫度各向異性的實驗，使用一架飛行在42,000公尺高的望遠鏡，讓大氣層在微波的吸收降至極低。雖然僅能掃描天空中極小的一塊區域，但與衛星探測比較，成本降低了非常多。
第一次的飛行實驗於1997年在北美洲完成。後續在1998和2003年的兩次飛行都在南極洲的麥可墨得基地開始，利用極地渦旋的風在南極盤旋了兩個星期之久，也因此這個望遠鏡有了迴力鏢的名稱。

## 儀器設備
這個實驗使用的儀器是輻射熱測量器 來檢測輻射。這些輻射熱測量器被維持在绝對溫度0.27K，依據德拜定律在這種溫度下物體的熱容量是非常低的，因此在對比之下，接踵而來的微波能導致明顯的溫度變化，其強度變化足以讓敏感的溫度計明確的偵測出來。 
一個1.2公尺的反射鏡 能將微波聚焦在有16個角狀接收器的焦平面上。這些接收器的工作頻率為145 GHz、245 GHz和345 GHz，每個僅有8個畫素，所以一次只能看見極小範圍的天空，所以望遠鏡必須轉動來掃描整體的視野。

## 成效

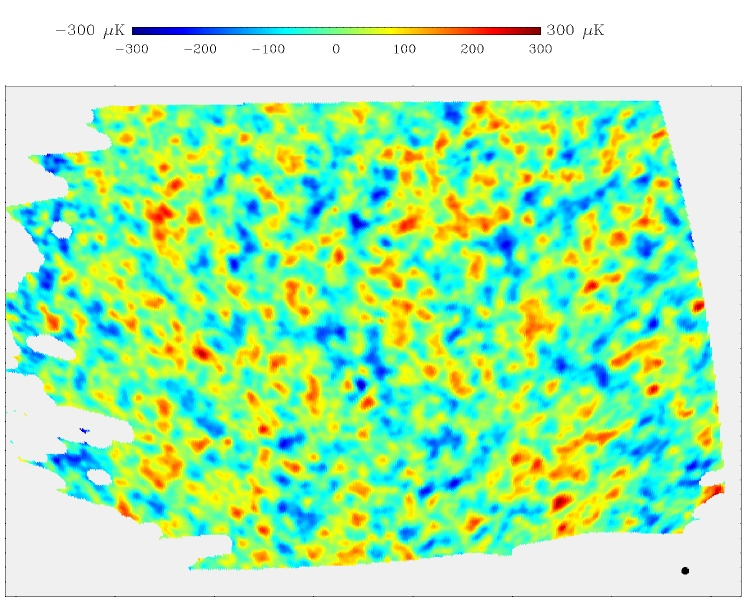
毫米波段氣球觀天計畫測量的宇宙微波背景的各向異性。

與其他的實驗，像是Saskatoon、TOCO、 MAXIMA等，結合，毫米波段氣球觀天計畫在1997和1998年確定了到高精度與最後散射表面的角直徑距離。在與被認為已經完整的哈伯常數結合後，毫米波段氣球觀天計畫的數據認為宇宙的形狀是平坦的，支持宇宙存在暗能量的超新星證據。毫米波段氣球觀天計畫在2003年的飛行，在宇宙微波背景的偏極化測量和溫度的各向異性上，獲得了有非常高噪訊比的信號圖。

## 外部連結
- 主網站 （页面存档备份，存于）
- 資料網站
- 1998飛行報告 （页面存档备份，存于）
- 2003飛行報告
- Polarization Sensitive Bolometric Detector （页面存档备份，存于）